# Mikado (locomotive)
Pour les articles homonymes, voir Mikado.

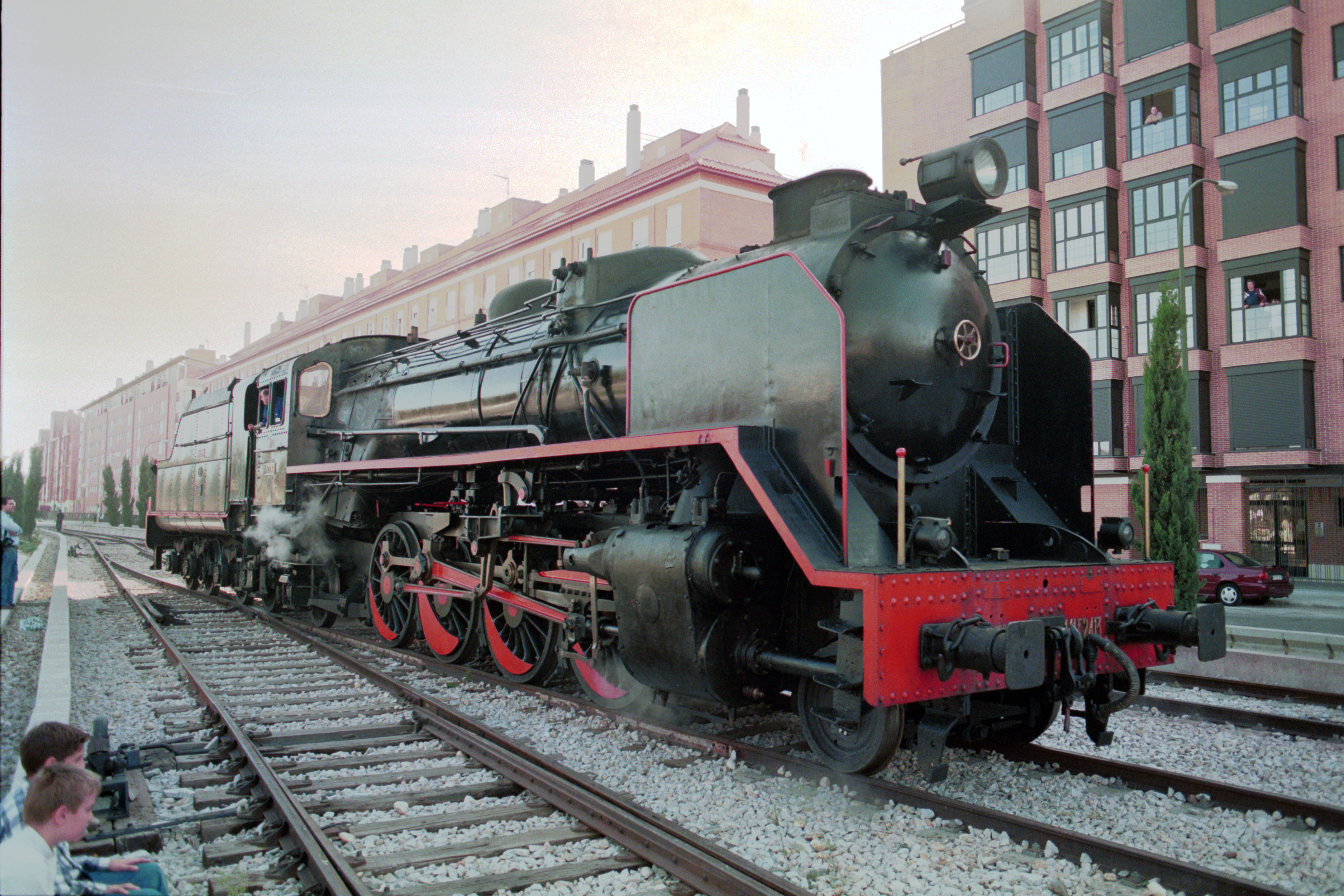
La Mikado espagnole 141F-2413 construite par Euskalduna à Bilbao en 1960.

Mikado est un type de locomotive à vapeur dont les essieux ont la configuration suivante (de l'avant vers l'arrière) :
- 1 bissel porteur (1 essieu) ;
- 4 essieux moteurs ;
- 1 bissel porteur (1 essieu).

L'appellation Mikado vient du fait que la première locomotive de ce type fut livrée par le constructeur américain Baldwin au Japon en 1897 et donc ainsi dénommée en l'honneur de l'Empereur du Japon.

## Codifications

Disposition des essieux.

Ce qui s'écrit :
- 2-8-2 en codification Whyte ;
- 141 en codification européenne ;
- 1D1 en codification UIC ;
- 46 en codification turque ;
- 4/6 en codification suisse.

## Utilisation
La Mikado est une locomotive dite « mixte », capable avec ses roues motrices de 1,65 m de diamètre d'assurer aussi bien du service voyageurs que du marchandises.
Dans le cas d'une configuration en locomotive-tender, la disposition d'essieux symétrique de ces machines (1 bissel porteur à l'avant et à l'arrière) autorise un fonctionnement aussi stable en marche avant qu'en marche arrière, permettant d'utiliser ces locomotives pour la traction et la pousse des rames réversibles.

### France

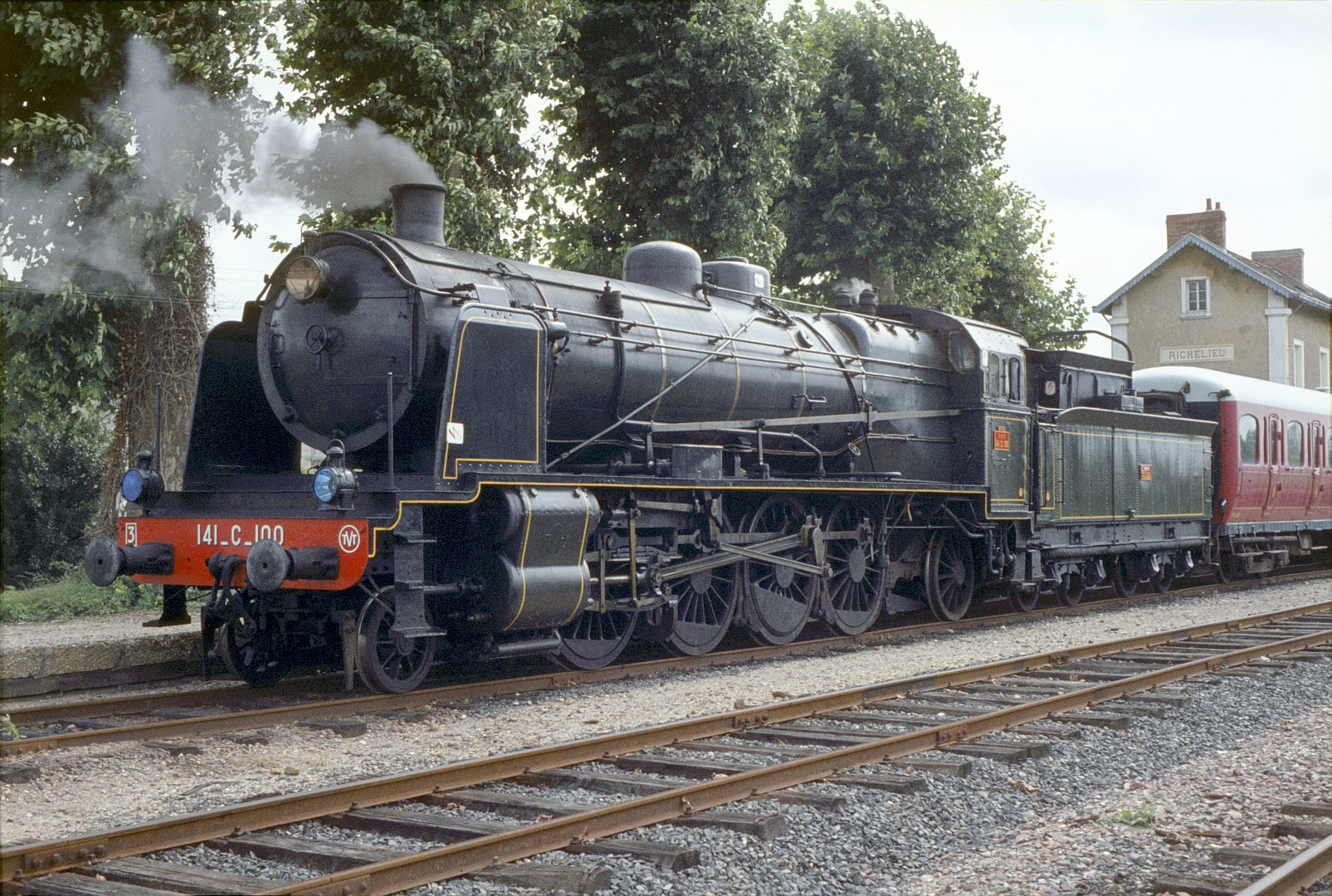
Une Mikado de la SNCF, série 141 C Ouest.

Compagnie des chemins de fer du Nord141 Nord 4.1101 à 4.1150, futures 2-141 A 1 à 50
Réseau du Paris-Orléans141 PO 5801 et 5802, futures 4-141 A 801 et 802
141 PO 5811 à 5960, futures 4-141 B 811 à 960
Compagnie des chemins de fer de Paris à Lyon et à la Méditerranée141 PLM 1001 à 1012 de 1914, futures : 5-141 A 1 à 12
141 PLM 1013 à 1129 de 1917 et 1918, futures : 5-141 B 1 à 117
  141 C 1 à 680  , futures :141 C,D,E,F
Réseau de l'État141 État 141-001 à 250, futures 3-141 C 1 à 250
SNCF141 R 1 à 1340 d'origine américaine
141 P 1 à 318

#### Locomotives-tenders

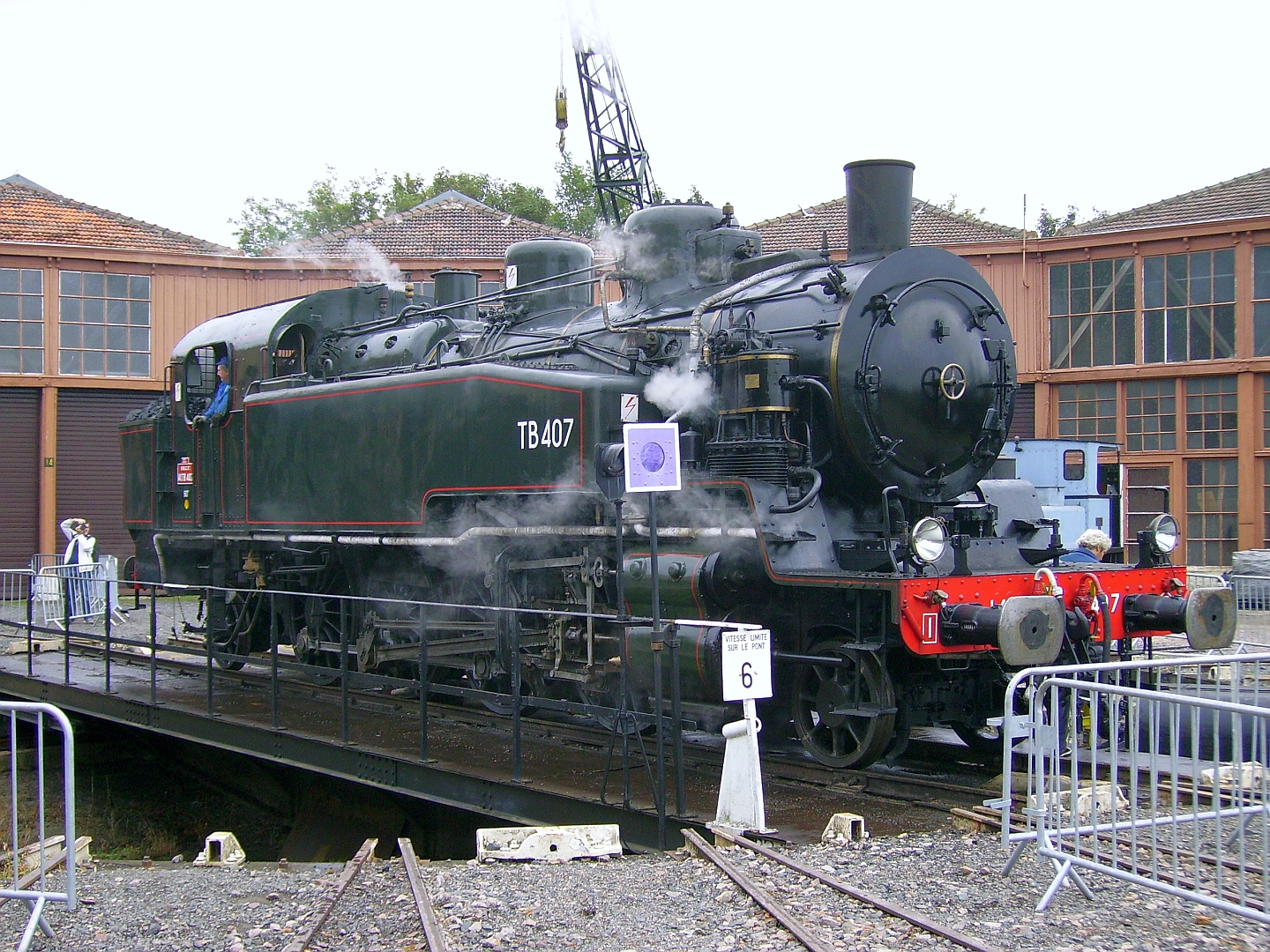
La locomotive-tender 141 TB 407.

Sur les réseaux français, la version locomotive-tender du type Mikado fut plus répandue que la version tender séparé. Équipées de la réversibilité, certaines séries furent principalement utilisées aux services des trains de la banlieue parisienne. À l'opposé, grâce à leurs roues motrices de petit diamètre et des bielles motrices attaquant le second essieu, les 141 TA de la région Sud-Ouest circulèrent surtout sur les lignes aux profils difficiles du Massif central.
Réseau de l'ALT14 AL 8501 à 8546 avec les 8501 à 8540 d'origine EL et les 8541 et 8542 et les 8543 à 8546 d'origine allemande de 1918, futures : 1-141 TA entre 501 et 546
T14 AL 8551 à 8556 d'origine allemande de 1918 et provenant de la Compagnie de l'État (n° entre 42.901 et 42.923) , futures : 1-141 TA 551 à 556
Compagnie de l'Est141 T Est 4651 prototype d'origine allemande de 1918, futures : 1-141 TA 651
141 T Est 4656 à 4682 d'origine allemande de 1918, futures : 1-141 TA 656 à 682
141 T Est 4401 à 4512, futures 1-141 TB 401 à 512
141 T Est 141.701 à 141.742, futures 1-141 TC 701 à 742
Compagnie des chemins de fer du Nord141 T Nord 4.1201 à 4.1272, futures 2-141 TC 1 à 72
141 T Nord 4.1664 à 4.1700, futures 2-141 TA 1 à 37
141 T Nord 4.1701 et 4.1702, futures 2-141 TB 1 et 2
Réseau du Paris-Orléans141 T PO 5301 à 5490 de 1911 à 1922, futures : 4-141 TA 301 à 490
141 T PO 5616 à 5740, futures 4-141 TB 616 à 740
Réseau de l'État141 T État 42.901 à 42.923 d'origine allemande de 1918  , futures : 3-141 TA 901 à 923
141 T État 42.101 à 42.140, futures 3-141 TD 101 à 140
141 T État 42.001 à 42.020, futures 3-141 TC 1 à 20

### États-Unis

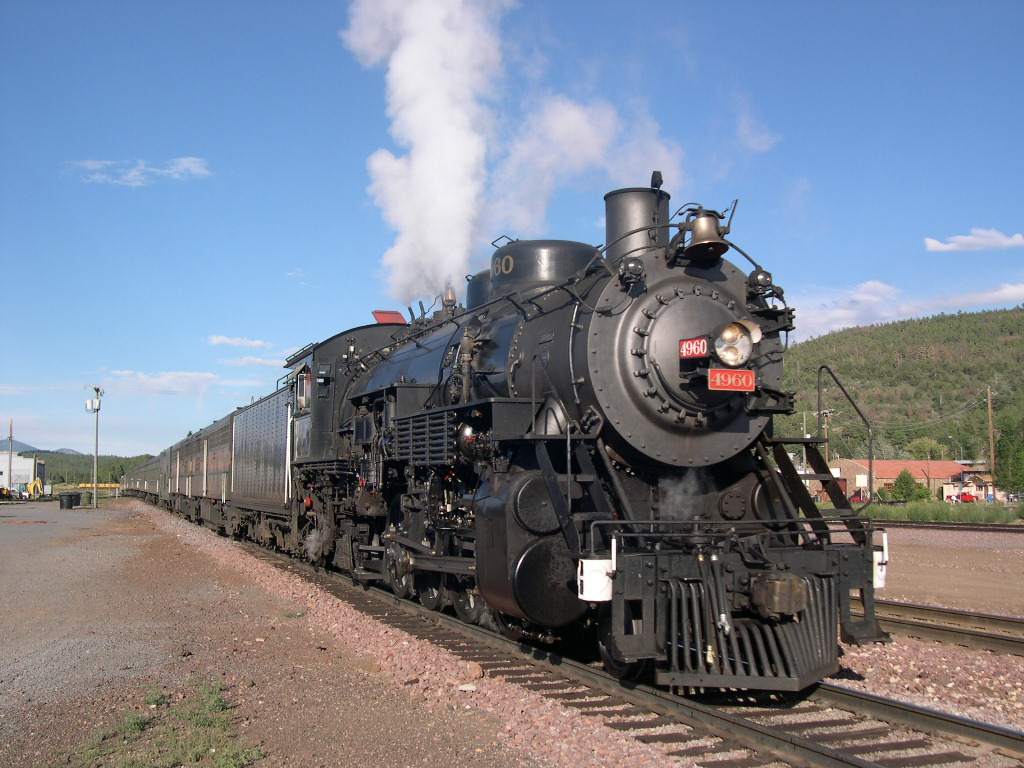
La Mikado 4960 du Grand Canyon Railway en 2006.

Aux  États-Unis, 170 compagnies de chemins de fer utilisèrent des locomotives Mikado, dont le modèle le plus répandu, la Mikado légère USRA qui sera construite à 1266 unités à partir de 1918 pour une cinquantaine de réseaux ferroviaires, avec sa déclinaison en version lourde, la Mikado lourde USRA construite à 957 exemplaires pour 23 compagnies de chemins de fer.